# Belarussische Frauen-Handballnationalmannschaft
Die belarussische Frauen-Handballnationalmannschaft vertritt Belarus bei internationalen Turnieren im Frauenhandball. Sie wird vom Belarussischen Handballverband unterhalten.
Die Europäische Handballföderation (EHF) schloss am 28. Februar 2022 nach dem russischen Überfall auf die Ukraine 2022 alle russischen und belarussischen Teams von ihren Wettbewerben aus. Am 7. März 2022 beschloss die Internationale Handballföderation (IHF) ebenfalls einen kompletten Ausschluss.

## Platzierungen bei Meisterschaften

### Weltmeisterschaften
- Weltmeisterschaft 1997: 16. Platz
- Weltmeisterschaft 1999: 14. Platz

### Europameisterschaften
- Europameisterschaft 1994: 06. Platz[4][5] (Russische Frauen-Handballnationalmannschaft)
- Europameisterschaft 2000: Vorrunde, 11. Platz
- Europameisterschaft 2002: Vorrunde, 16. Platz
- Europameisterschaft 2004: Vorrunde, 16. Platz
- Europameisterschaft 2008: Hauptrunde, 12. Platz

### Olympische Turniere
- keine Teilnahme

## Spielerinnen
Im Kader der Nationalauswahl standen Spielerinnen wie Svetlana Minevskaja und Anastasiya Lobach.

## Trainer
Das Team wird trainiert von Tomasz Cater.